# William Saunders (fotógrafo)
William Thomas Saunders (1832–1892)  foi um fotógrafo britânico que se estabeleceu na China e se tornou o principal fotógrafo em Xangai durante o fim da dinastia Qing. Ele foi o primeiro fotógrafo conhecido a produzir fotografias coloridas à mão na China.

## Vida e carreira
Saunders nasceu na Grã-Bretanha em 1832 e viajou pela primeira vez para a China em 1860 como engenheiro. Ele então voltou à Grã-Bretanha, estudou fotografia e voltou novamente à China com equipamento fotográfico, onde abriu um dos primeiros estúdios de fotografia de Xangai em janeiro de 1862. Situado próximo do famoso Astor House Hotel, no centro comercial de Xangai, o estúdio de Saunders se tornou o principal estúdio fotográfico da cidade. O estúdio de Saunders permaneceria aberto por 25 anos, uma prova de seu "considerável talento fotográfico [combinado] com perspicácia para negócios e talento para marketing". Embora principalmente um fotógrafo de retratos, o fascínio de Saunders pela China o levou a fotografar eventos atuais, o cenário local e a população local.